# Бронепалубни крайцери тип „Бархам“
Бархам (на английски: Barham) са серия бронепалубни крайцери от 3-ти ранг на Британския Кралски флот, построени през 1880-те години на 19 век. Те са модификация на крайцерите от типа „Баракута“ и са предназначени за носене на служба в Средиземно море. Всичко от проекта са построени 2 единици: „Баръм“ (на английски: HMS Barham) и „Белона“ (на английски: HMS Bellona). Тяхно развитие са по-големите крайцери от типа „Пърл“, които на свой ред са крайцерите от 2-ри ранг „Маратон“, но с по-малки размери.

## История на службата
| Име         | Заложен             | Спуснат на вода      | Влиза в строй | Съдба                   |
| ----------- | ------------------- | -------------------- | ------------- | ----------------------- |
| HMS Barham  | 22 октомври 1888 г. | 11 септември 1889 г. | 1890 г.       | Утилизиран през 1914 г. |
| HMS Bellona | 1889 г.             | 29 август 1890 г.    | 1891 г.       | Утилизиран през 1906 г. |